# Yūki Nozawa
Yūki Nozawa (jap. 野沢 悠樹, Nozawa Yūki) ist ein früherer japanischer Skeletonpilot.
Yūki Nozawa debütierte im November 1999 in Calgary im Skeleton-Weltcup und wurde dort 27. Bis 2002 nahm er nun regelmäßig an Rennen des Weltcups teil, in Lake Placid erreichte er im Dezember 2001 mit Rang zehn sein bestes Ergebnis in dieser Rennserie. Im November 2000 trat er auch beim ersten Rennen im Skeleton-Europacup in Igls an und wurde Sechster. In Calgary trat er zudem bei der Skeleton-Weltmeisterschaft 2001 an und wurde 18. Zwischen 2003 und 2005 trat Nozawa ausschließlich im Skeleton-America’s-Cup an und fuhr niemals auf eine schlechtere Platzierung als Rang sieben. 2003 und 2005 wurde er in Park City dreimal Dritter, 2005 erreichte er in Lake Placid zweimal den zweiten Platz hinter Mike Cline. Die Gesamtwertung der Saison 2005/06 gewann der Japaner vor Keith Loach und Chris Hedquist.
Auch national war Nozawa erfolgreich. Zwar konnte er gegen Kōshun Tōjō und vor allem Kazuhiro Koshi nie den japanischen Meistertitel gewinnen, doch belegte er 1999, 2000 und 2003 den zweiten, 2001 den dritten Rang.